# 13188 Okinawa
13188 Okinawa eller 1997 AH5 är en asteroid i huvudbältet som upptäcktes den 3 januari 1997 av den japanska astronomen Naoto Satō vid Chichibu-observatoriet. Den är uppkallad efter Okinawa prefektur.
Asteroiden har en diameter på ungefär 2 kilometer.